# Tur Abdin

Antiga església a Midyat

Tur Abdin (siríac: ܛܘܪ ܥܒܕܝܢ) és una regió muntanyosa del sud-est de Turquia, formada per la meitat oriental de la província de Mardin, i la província de Şırnak, a l'oest del Tigris, a la frontera amb Síria. El nom Tur Abdin és siríac i vol dir ‘Muntanyes dels servidors (de Déu)’. Tur Abdin és de gran importància per l'Església ortodoxa siríaca, per a la qual és el cor de la seva vida monàstica i cultural. El poble arameu de Tur Abdin s'anomena a si mateix suroye o suryoye, nom que comparteixen amb els seus germans nestorians i caldeus assiris, i tradicionalment parlen el dialecte arameu anomenat modernament turoyo i originalment surayt en la seva llengua. La ciutat de Midyat i els pobles de Hah, Bequsyone, Dayro da-Slibo, Salah (amb l'antic monestir de Mor Yaqub), Aynwardo (amb el monestir de Mor Huschabo), Anhel, Kafro, Arkah (Harabale, amb el monestir de Dayro Mor Malke), Beth Sbirino, Middo (Miden), Kerburan, Binkelbe (amb el monestir de Mor Samun Zayte) i Azech, són les principals poblacions siríaques junt amb nombrosos llogarets. A Hah, hi ha l'antiga Idto de Yoldath-Aloho (‘L'església de la Mare de Déu’).

## Monestirs

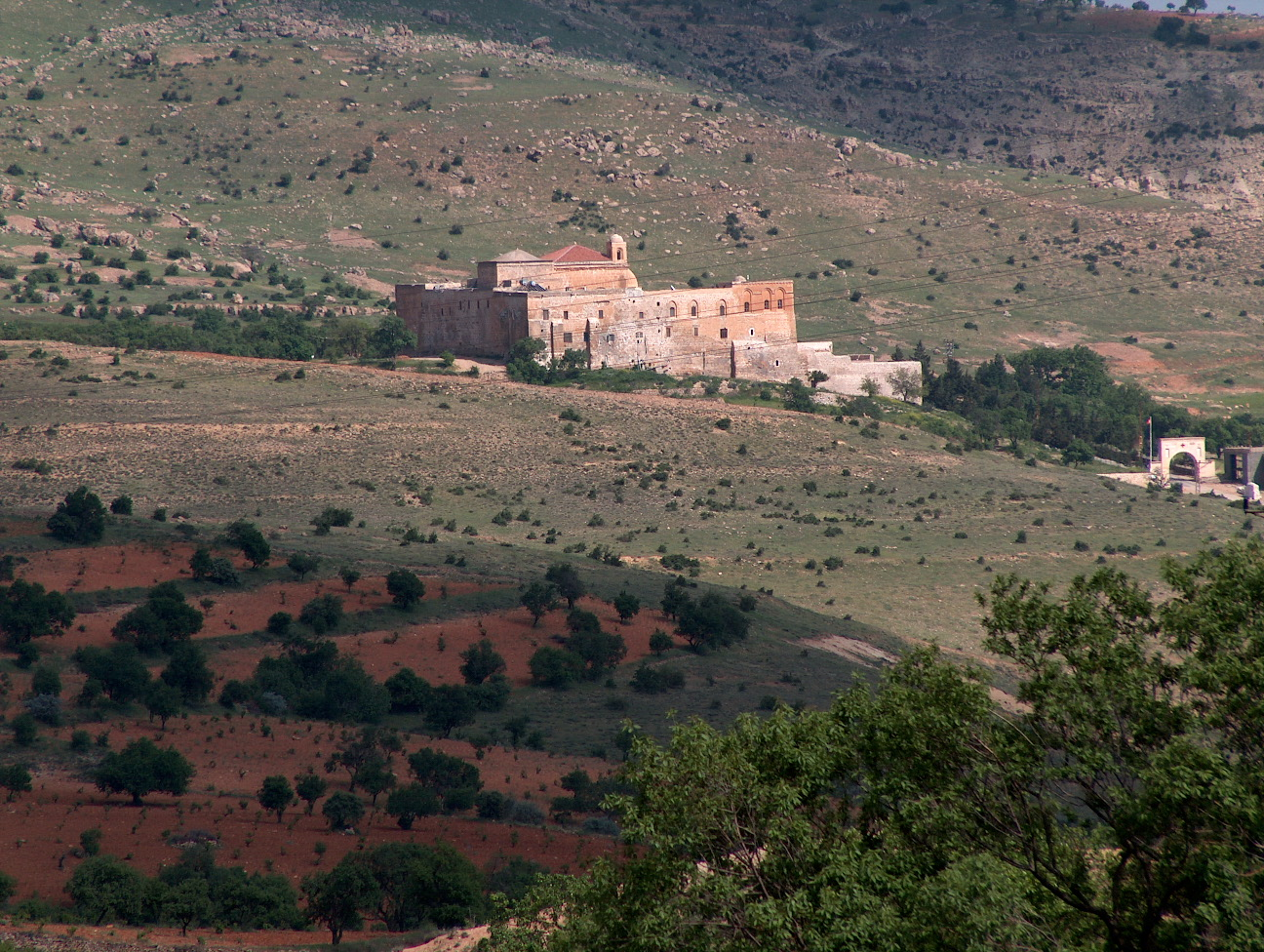
Monestir de Mor Hananyo

El principal centre monàstic dels ortodoxos siríacs a Tur Abdin és el monestir de Dayro d-Mor Hananyo, a 6 km al sud-est de Mardin, a la part occidental de les muntanyes, construït sobre roca groga, conegut també com a Dayro d Kurkmo en Siríac, Dayr al-Zafaran en àrab, i Deyrülzafarân en turc, sempre amb el significat de 'monestir Safrà'. Fou fundat el 493 i fou la residència del patriarca d'Església ortodoxa siríaca del 1160 al 1932; ara el patriarca resideix a Damasc, però el monestir encara conserva el tron patriarcal i les tombes de set patriarques i metropolitans. Avui dia, el monestir, el dirigeix un bisbe, amb un monjo ajudant i uns quants subordinats i és una escola per a orfes. El bisbe de Mor Hananyo és també el vicari patriarcal de Mardin; el seu objectiu és restaurar el monestir i preservar la història de l'Església ortodoxa siríaca. El Dayro d-Mor Hananyo fou declarat Patrimoni de la Humanitat i ha estat visitat per un gran nombre de celebritats.
Altre monestir destacat és Dayro d-Mor Gabriel, a mig camí entre Midyat i Cizre, construït el 397 (cosa que el fa el monestir en funcionament més antic), residència del bisbe metropolità de Tur Abdin, i de set monges, quatre monjos, i convidats, ajudants i estudiants.

## Història

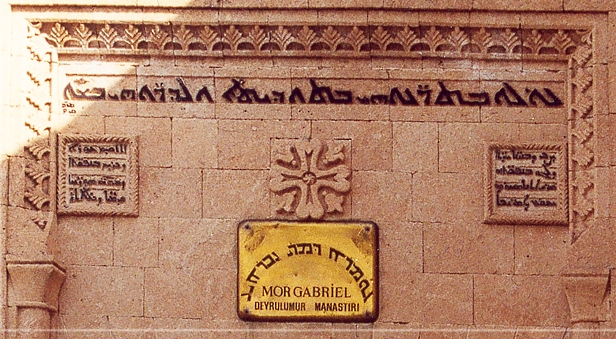
Portal del monestir de Mor Gabriel

Tur Abdin fou conegut durant l'Imperi assiri com a Kasiyari, tal com consta a les inscripcions d'Adadnirari I (vers 1275 aC) i Salmanasar I (vers 1275-1245 aC). A les inscripcions, apareixen dos altres noms que sembla que serien parts de la regió, Niirbu (potser la part central) i Izala (la part del sud amb Mardin, que correspon a la siríaca Izela i la Djabal Izal àrab). La regió correspon, a grans trets, a les muntanyes Masius dels geògrafs grecs i romans clàssics. El nom Tur Abdin és arameu i li fou donat en el primer període cristià. Apareix per primer cop en l'obra La vida dels sants, en siríac, sota l'emperador Julià l'Apòstata (351-363). Més tard, els romans d'Orient van construir o reforçar fortaleses de la regió per fer front als sassànides; la llista de fortaleses s'esmenta en alguna obra com Descriptio orbis romanis de Jordi Cipri (inicis del segle vii). A les fonts armènies, apareix en la geografia de Moisès de Khorèn (Moisès Khorenaci) en la forma Turabdin, si bé sembla que la utilitza per a referir-se'n només a la part meridional. S'esmenta en diverses fonts musulmanes, com Ibn Khurradàdhbih, Yaqut al-Hamawí, Ibn Hàwqal i Abu-l-Fidà, els dos darrers donen a la part meridional el nom de Djabal Maridin. Sota el califat, fou part del districte de Diyar Rabia, dins de Jazira. Encara estava habitat en aquest temps majoritàriament per arameus cristians, però sota domini musulmà va començar l'emigració d'àrabs i kurds. Va pertànyer a hamdànides, seljúcides, ortúquides i aiúbides, kara koyunlu, ak koyunlu, safàvides i otomans.
Tur Abdin formava part del wilayat de Diyarbekir i ocupava el sandjak de Mardin dividit en cinc kades: Mardin, Jazira, Midyat, Awine i Nasibin. Durant la I Guerra mundial, 500.000 assiris foren morts a l'Imperi Otomà en l'anomenat «genocidi assiri», conegut en siríac com a Sayfo, que vol dir ‘l'Espasa’; van morir junt amb altres cristians, principalment armenis. El 1924, el patriarca jacobita Ignatius Elias III fou conduït de la seva residència a Dayr Zafaran cap a l'est de Mardin i va emigrar a Síria (sota mandat francès), amb uns tres o quatre mil dels seus adeptes.
Als darrers anys, les polítiques assimiladores de Turquia contra els kurds obligaren a marxar molts siríacs per evitar ser assassinats per l'exèrcit. Els mateixos kurds, sobretot retornats del Líban per la guerra civil, es venjaven dels cristians maronites libanesos amb els cristians locals. L'èxode cap a Alemanya i Suècia va començar als anys seixanta per motius econòmics, i va agafar gran amplada, i a partir dels anys vuitanta es va accentuar (molts van haver de fugir a Síria) per la lluita entre el PKK i l'exèrcit turc, que obligava els petits pobles a aportar milicians per lluitar contra els resistents kurds, mentre els pobles donaven molt de suport als guerrillers. Avui dia, només en queden uns 5.000 (una sisena part dels que hi havia fa trenta anys), i n'hi ha colònies a Síria, Europa (particularment, Suècia, Alemanya, Regne Unit i Països Baixos), Austràlia i Estats Units. Als darrers anys, algunes famílies jubilades a Europa han començat a retornar i s'han fundat alguns assentament nous de trinca i els principals en són el de Kafro o Anhil.
El 10 de febrer del 2006 i l'endemà, es van produir manifestacions de musulmans turcs de la ciutat de Midyat (el barri nou d'Estel), que protestaven per les caricatures de Mahoma, que es van dirigir a la ciutat vella on viuen els cristians (a una distància de 6 km) i va ser necessària la intervenció de la policia per a aturar la marxa. El 2008, una sèrie d'accions legals intentaven eliminar el monestir de Mor Gabriel; es va obligar alguns pobles kurds a reclamar les terres del monestir, ja que aquest havia pagat taxes a aquests pobles; també es van fer altres acusacions; es va desplegar una àmplia reacció internacional diplomàtica i de defensa dels drets humans.